# 블롬 플루스 포스
유한책임회사 블롬 플루스 포스(독일어: Blohm + Voss)는 1877년 독일 함부르크 시에서 창립된 독일의 조선 및 공학 기업이다. 원래 이름은 블롬 운트 포스(Blohm & Voss)였다. 현재는 독일 조선업체인 Lürssen의 자회사이다. 블롬 플루스 포스는 BV 141과 같은 항공기들을 2차 대전 시기 제작하기도 하였고, 유명한 비스마르크 전함을 건조하기도 하였다. 블롬 플루스 포스는 현재 군함, 그리고 요트 건조를 주로 하고 있다. 블롬 플루스 포스는 무려 145년간 계속 선박과 같은 여러 기계들을 제작해왔다.